# Aline Lahoud
Aline Lahoud (arabiska: الين لحود), född 2 mars 1986, är en libanesisk sångare.

## Karriär

### Tidigare åren
Aline Lahoud kommer från en artistisk familj då hennes mor Salwa Katrib är en känd sångare, hennes far Nahi Lahoud är en välkänd producent, och hennes onkel Romeo Lahoud är en av de kändaste chefsdirigenterna och kompositörerna i arabvärlden. Själv studerade hon sång och scenkonst mellan åren 1997 och 1999. År 2000 gick hon klart universitetet. Hon började sin karriär genom att spela teater och regissera kortfilmer. År 2003 var hon regiassistent för en långfilm. I september 2004 tog musikkarriären fart då hon representerade Libanon i festivalen Megahit i Turkiet med låten "It's Over". Hon vann ett pris för sitt framträdande vid festivalen.

### Eurovision
Lahoud valdes ut av Télé Liban till att göra Libanons debut i Eurovision Song Contest. Hon skulle ha framfört bidraget "Quand tout s'enfuit" i tävlingen år 2005. Låten var skriven av Jad Rahbani som hade skrivit hennes bidrag till festivalen Megahit året innan och av hennes onkel Romeo Lahoud. TV-bolaget bestämde sig dock för att dra sig ur tävlingen då de inte kunde lova EBU att de skulle visa Israels bidrag "Hasheket Shenish'ar" framfört av Shiri Maimon. Libanon är ett av de länder som inte erkänner Israel. Libanon får inte heller enligt sina lagar erkänna Israels självständighet. I och med att landet drog sig ur tävlingen så sent stängdes de av från att debutera i tävlingen fram till Eurovision Song Contest 2009. Landet skickade inget bidrag till den tävlingen och har fortfarande inte gjort sin debut (2021). Istället för att framföra bidraget "Quand tout s'enfuit" i Eurovision så vann Lahoud dock ett pris i Frankrike med låten.

### Senare åren
Lahouds debutalbum 11 heures et quart gavs ut år 2006 och innehåller nio låtar. Jad Rahbani som Lahoud arbetat med de senaste två åren var med och producerade albumet. Bland hennes kändare låtar idag finns "Habbouk Eiouny" som gavs ut med musikvideo år 2009. År 2011 spelade hon in låten "Ba3cha2 rou7ik" tillsammans med den libanesiska sångaren Marwan Khoury. Hon har även framträtt i musikaler. Lahoud har de senaste åren även haft ett par roller i både film och TV-serier.

## Diskografi

### Album
- 2006 - 11 heures et quart

### Singlar
- 2004 - "It's Over"
- 2005 - "Quand tout s'enfuit"
- 2009 - "Habbouk Eiouny"
- 2011 - "Ba3cha2 Rou7ik"